# Arquidiócesis de Hartford
La arquidiócesis de Hartford (en latín: Archidioecesis Hartfortiensis y en inglés: Roman Catholic Archdiocese of Hartford) es una circunscripción eclesiástica de la Iglesia católica en Estados Unidos. Se trata de una arquidiócesis latina, sede metropolitana de la provincia eclesiástica de Hartford. Desde el 29 de octubre de 2013 su arzobispo es Leonard Paul Blair. 

## Territorio y organización
La arquidiócesis tiene 5926 km² y extiende su jurisdicción sobre los fieles católicos de rito latino residentes en 3 condados del estado de Connecticut: Hartford, Litchfield y New Haven.
La sede de la arquidiócesis se encuentra en la ciudad de Hartford, en donde se halla la Catedral de San José. En Waterbury se encuentra la basílica menor de la Inmaculada Concepción.
En 2021 en la arquidiócesis existían 130 parroquias.
La arquidiócesis tiene como sufragáneas a las diócesis de: Bridgeport, Norwich y Providence.

## Historia
La diócesis de Hartford fue erigida el 28 de noviembre de 1843 con el breve In suprema del papa Gregorio XVI, obteniendo el territorio de la diócesis de Boston (hoy arquidiócesis de Boston), a petición del mismo obispo de Boston, Benedict Joseph Fenwick. La nueva diócesis incluía Connecticut y Rhode Island.
Originalmente era sufragánea de la arquidiócesis de Baltimore y contaba con unos 10 000 fieles. El primer obispo, William Barber Tyler, dirigió una petición solicitando la transferencia del obispado a Providence, que obtuvo mediante el breve Apostolici muneris del papa Pío IX del 4 de mayo de 1847.
El 19 de julio de 1850 pasó a formar parte de la provincia eclesiástica de la arquidiócesis de Nueva York.
Bernard O'Reilly, segundo obispo de Hartford, residía en Providence. Durante su episcopado trató de defender a los católicos del movimiento político Know Nothing, que pretendía destruir el catolicismo estadounidense. Murió en el naufragio del vapor Pacific. Incluso el tercer obispo de Hartford, Francis Patrick MacFarland, residió en Providence, hasta que la diócesis el 16 de febrero de 1872 cedió una parte de su territorio para la erección de la diócesis de Providence.
El 12 de febrero de 1875 se convirtió en sufragánea de la arquidiócesis de Boston.
Thomas Galberry, cuarto obispo de Hartford, inició la construcción de la catedral, cuya primera piedra colocó el 29 de abril de 1877. Durante el episcopado de Lawrence Stephen McMahon la diócesis tuvo un gran desarrollo: se erigieron 48 parroquias y 16 escuelas parroquiales. En 1882 el sacerdote Michael McGivney organizó el primer núcleo de los futuros Caballeros de Colón en la iglesia de Santa María en New Haven.
En 1889 el obispo Michael Tierney estableció un seminario preparatorio. También fundó cinco hospitales diocesanos. Durante el episcopado de John Joseph Nilan se erigieron varias parroquias para católicos de varias nacionalidades, según un programa de división de católicos por grupos étnicos.
Después de la Segunda Guerra Mundial, en un período de prosperidad financiera, el obispo Henry Joseph O'Brien estableció nuevas parroquias en los suburbios.
El 6 de agosto de 1953 cedió otras porciones de territorio para la erección de las diócesis de Bridgeport (mediante la bula Qui urbis Hartfortiensis) y Norwich (mediante la bula Divina illa) y al mismo tiempo fue elevada al rango de arquidiócesis metropolitana con la bula del papa Pío XII Considerantibus Nobis.
En la víspera de Año Nuevo de 1956 la catedral fue destruida por un incendio. El arzobispo O'Brien inmediatamente comenzó a construir una nueva catedral en el mismo sitio que el edificio destruido. La nueva catedral fue consagrada por el obispo auxiliar John Hackett el 15 de mayo de 1962.
El 4 de agosto de 1962, con la carta apostólica Insidet in animis, el papa Juan XXIII proclamó a san José patrono principal de la arquidiócesis.
En 1996, bajo la dirección del arzobispo Daniel Anthony Cronin, la arquidiócesis celebró un sínodo en cuatro sesiones.
En 2005 la arquidiócesis fue denunciada por 43 personas, quienes dijeron haber sido víctimas de abuso sexual por parte de 12 sacerdotes de la arquidiócesis desde la década de 1960. La arquidiócesis obtuvo el retiro de la denuncia tras un acuerdo extrajudicial con el que otorgó a las 43 personas 22 millones de dólares.
En febrero de 2012, sin embargo, fue declarada culpable de negligencia por haber permitido que uno de sus sacerdotes, Ivan Ferguson, entrara en contacto con menores a pesar de que era un conocido pedófilo; la arquidiócesis había restaurado la capacidad de Ferguson para conectarse con menores después de que los expertos consultados concluyeron que Ferguson era capaz de controlar sus impulsos. El fallo condenó a la arquidiócesis a pagar una indemnización de un millón de dólares por un hombre que tenía 13 años al momento de los hechos, en la década de 1980.

## Estadísticas
De acuerdo al Anuario Pontificio 2022 la arquidiócesis tenía a fines de 2021 un total de 734 240 fieles bautizados.
| Año                                                                             | Población            | Población | Población      | Sacerdotes | Sacerdotes    | Sacerdotes    | Bautizados por sacerdote | Diáconos permanentes | Religiosos | Religiosos | Parroquias |
| Año                                                                             | Bautizados católicos | Total     | % de católicos | Total      | Clero secular | Clero regular | Bautizados por sacerdote | Diáconos permanentes | Varones    | Mujeres    | Parroquias |
| ------------------------------------------------------------------------------- | -------------------- | --------- | -------------- | ---------- | ------------- | ------------- | ------------------------ | -------------------- | ---------- | ---------- | ---------- |
| 1950                                                                            | 670 000              | 1 709 242 | 39.2           | 875        | 718           | 157           | 765                      |                      | 296        | 2319       | 280        |
| 1966                                                                            | 766 838              | 1 632 600 | 47.0           | 752        | 574           | 178           | 1019                     |                      | 462        | 2048       | 203        |
| 1970                                                                            | 833 746              | 1 698 400 | 49.1           | 760        | 587           | 173           | 1097                     |                      | 258        | 1950       | 208        |
| 1976                                                                            | 829 836              | 1 739 970 | 47.7           | 659        | 538           | 121           | 1259                     | 31                   | 283        | 1061       | 221        |
| 1980                                                                            | 796 000              | 1 762 000 | 45.2           | 643        | 522           | 121           | 1237                     | 137                  | 268        | 791        | 223        |
| 1990                                                                            | 811 782              | 1 804 000 | 45.0           | 569        | 493           | 76            | 1426                     | 267                  | 230        | 954        | 225        |
| 1999                                                                            | 757 793              | 1 806 705 | 41.9           | 544        | 411           | 133           | 1393                     | 544                  | 40         | 1001       | 220        |
| 2000                                                                            | 742 958              | 1 802 981 | 41.2           | 526        | 390           | 136           | 1412                     | 294                  | 321        | 967        | 219        |
| 2001                                                                            | 745 069              | 1 805 278 | 41.3           | 519        | 383           | 136           | 1435                     | 308                  | 292        | 937        | 218        |
| 2002                                                                            | 719 963              | 1 863 384 | 38.6           | 499        | 365           | 134           | 1442                     | 308                  | 290        | 901        | 218        |
| 2003                                                                            | 698 655              | 1 873 983 | 37.3           | 502        | 369           | 133           | 1391                     | 308                  | 287        | 883        | 216        |
| 2004                                                                            | 694 220              | 1 873 986 | 37.0           | 456        | 335           | 121           | 1522                     | 300                  | 266        | 833        | 215        |
| 2006                                                                            | 686 231              | 1 910 542 | 35.9           | 455        | 344           | 111           | 1508                     | 287                  | 232        | 827        | 213        |
| 2013                                                                            | 723 000              | 2 011 000 | 36.0           | 405        | 311           | 94            | 1785                     | 307                  | 211        | 628        | 213        |
| 2016                                                                            | 738 000              | 2 054 000 | 35.9           | 410        | 298           | 112           | 1800                     | 209                  | 219        | 579        | 212        |
| 2019                                                                            | 738 700              | 1 938 000 | 38.1           | 361        | 282           | 79            | 2046                     | 214                  | 284        | 440        | 131        |
| 2021                                                                            | 734 240              | 1 926 810 | 38.1           | 329        | 271           | 58            | 2231                     | 207                  | 338        | 434        | 130        |
| Fuente: Catholic-Hierarchy, que a su vez toma los datos del Anuario Pontificio. |                      |           |                |            |               |               |                          |                      |            |            |            |

## Episcopologio
- William Barber Tyler † (28 de noviembre de 1843-18 de junio de 1849 falleció)
- Bernard O'Reilly † (9 de agosto de 1850 por sucesión-23 de enero de 1856 falleció)
- Francis Patrick MacFarland † (11 de diciembre de 1857-12 de octubre de 1874 falleció)
- Thomas Galberry, O.S.A. † (17 de febrero de 1876-10 de octubre de 1878 falleció)
- Lawrence Stephen McMahon † (16 de mayo de 1879-21 de agosto de 1893 falleció)
- Michael Tierney † (2 de diciembre de 1893-5 de octubre de 1908 falleció)
- John Joseph Nilan † (14 de febrero de 1910-13 de abril de 1934 falleció)
- Maurice Francis McAuliffe † (23 de abril de 1934-15 de diciembre de 1944 falleció)
- Henry Joseph O'Brien † (7 de abril de 1945-20 de noviembre de 1968 renunció[nota 2])
- John Francis Whealon † (28 de diciembre de 1968-2 de agosto de 1991 falleció)
- Daniel Anthony Cronin (10 de diciembre de 1991-20 de octubre de 2003 retirado)
- Henry Joseph Mansell (20 de octubre de 2003-29 de octubre de 2013 retirado)
- Leonard Paul Blair, desde el 29 de octubre de '2013